# Жижка Харитина Никонівна
Харитина Никонівна Жижка (нар. 1918, тепер Полтавської області — ?) — українська радянська діячка, новатор сільськогосподарського виробництва, свинарка колгоспу імені Щорса Диканського району Полтавської області. Депутат Верховної Ради УРСР 6-го скликання.

## Біографія
Народилася в селянській родині.
З 1940-х років — свинарка колгоспу імені Сталіна (потім — імені Щорса) села Орданівки Диканського району Полтавської області. Щорічно вирощувала по 40 і більше ділових поросят від кожної основної свиноматки.

## Нагороди
- орден Леніна (26.02.1958)
- ордени
- медалі